# Вальтер Ойкен
Вальтер Ойкен (нім. Walter Eucken; 17 січня 1891, Єна — 20 березня 1950, Лондон) — німецький економіст, представник Фрайбурзької школи неолібералізму. Видавець щорічника ORDO.

## Біографія
Вальтер Ойкен народився у Єні в сім'ї філософа Рудольфа Ойкена. Вивчав політекономію, історію та філософію в університетах Кіля, Бонна і Єни. У 1913 році здобув науковий ступінь кандидата наук за роботу «Die Verbandsbildung in der Seeschiffahrt» («Освіта об'єднань в морському судноплавстві»).
Під час Першої світової війни В.Ойкен з 1914 року і до кінця 1918 року перебував на фронті. У 1921 році за дослідження «Die Stickstoff-Frage» у Берлінському університеті йому присуджено ступінь доктора наук. Ця робота переконала його, що методи так званої «історичної школи політичної економії» виявляються недостатньо ефективними у вирішенні проблем, які ставить перед дослідником реальність. Відтепер його доля — у пошуках нових шляхів.
У період піка інфляції він пише «Kritische Betrachtungen zum deutschen Geldproblem» («Критичні нотатки з проблеми грошей в Німеччині») (1923). У 1934 р. у світ виходить робота «Kapitaltheoretische Untersuchungen» («Теоретичні дослідження капіталу»). Друге видання цієї книги вийшло в 1954 р. Робота є важливою вступною статтею «Was leistet die national6konomische Theorie?» («Що дає політекономічна теорія?»).
У 1920 р. В. Ойкен одружився з Едіт Ердзік, яка народилася і провела дитинство в Смоленську, і згодом стала письменницею. У них було троє дітей.
У 1925 р. він приймає запрошення і стає професором університету в Тюбінгені, а з 1927 р. — професором університету у Фрайбурзі.
У 1939 р. В. Ойкен опублікував фундаментальну монографію «Основи національної економіки» (шосте видання — 1950 р.). Позиція неприйняття націонал-соціалізму постійно піддає його небезпеці. І все ж йому вдається уникнути арешту. Друга велика праця вченого — «Основні принципи економічної політики» (1954, посмертно). Обидві книги перекладені й опубліковані російською мовою (відповідно в 1995 і 1996 рр.). У посмертному виданні праць, у тому числі російських перекладів, брали участь дочка — Едіт Ойкен-Освальт і онук — Вальтер Освальт.
Близько духовні зв'язки Ойкен мав з Ф. Хайєком та І. Шумпетером — видатними економістами, філософами К. Поппером та Е. Гуссерлем, а також з низкою представників природничих наук.
У теорії господарського порядку В. Ойкена вдало поєднуються методологічні підходи історичної школи й класичної політичної економії: обґрунтовано положення, згідно з яким господарський процес відбувається постійно всередині певних форм порядку. Учений також сформулював основні принципи функціонування моделі ринкової економіки, особливо виділивши серед них пріоритет приватної власності, конкуренції без монополій, свободу ціноутворення і стабільність грошового обігу, економічну самостійність і відповідальність підприємців, антимонопольну роль держави.
«Gundsatze der Wirtschaftspolitik» («Основні принципи економічної політики») є другою основною працею вченого, який був виданий Едітою Ойкен і К. Паулем Хензель вже після смерті автора. Крім численних статей у наукових журналах В. Ойкен написав невелику книгу «Nationalokonomie wozu?» («Для чого потрібна політекономія?) (1938) і разом з Францем Бьомом видавав щорічник» ОРДО "(1948), який, як і заснована ним з Бьомом і Гроссман-Дьортом «Фрайбурзька школа», був покликаний служити цілям створення вільного і гідного людини економічного й суспільного порядку.
Перебуваючи в поїздці з циклом лекцій, Вальтер Ойкен помер 20 березня 1950 р. в Лондоні.
Роботи Ойкена знаменують повернення до неокласика в рамках німецької економічної науки після домінування історичної школи. Однак він підкреслював необхідність для теоретиків пояснити реальність і відкидав побудову моделей, якщо це була тільки інтелектуальна гра. Видатний аналітичний внесок Ойкена включає пояснення інфляції в Німеччині й знецінення валюти на основі кількісної теорії грошей (1923 р.), теорії капіталу, заснованої на ідеях Бем-Баверка і Вікселя (1934 р.) і, особливо, на його теорії економічних систем (1940) та економічної політики (1925).